# Joaquim Almeda i Roig
Joaquim Almeda i Roig (La Selva de Mar, 1843  - La Selva de Mar, 21 de setembre del 1915) va ser un jurista català.

## Biografia
Feu la carrera de Dret a la Universitat de Barcelona i s'hi doctorà el 1869 amb una tesi sobre el règim d'exequatur (el conjunt de normes amb què el sistema jurídic d'un estat decideix si homologa o no les sentències d'un altre estat). S'establí definitivament a la capital catalana, i hi posà un despatx d'advocats on treballaren el futur polític i jurista d'anomenada Raimon d'Abadal i Calderó i, de passant, el que seria arquebisbe i cardenal Francesc d'Assís Vidal i Barraquer. Joaquim Almeda també va ser catedràtic de dret romà de la universitat de Barcelona, degà del Col·legi d'Advocats de Barcelona (elegit el 1899 i reelegit el 1907; ja no ho era el 1910) i presidí la Casa de Misericòrdia (1891, 1913) i l'Acadèmia de Jurisprudència i Legislació de Barcelona (1907-1909): cal destacar-ne el seu discurs presidencial del 1908, Estado del Derecho Catalán. Va ser autor de diversos estudis de tema legal, com dictàmens i ponències, majorment presentades a l'Acadèmia, i com a membre de la Comissió per a la redacció d'un Apèndix de Dret Civil Català, d'una proposta de text per a l'Apèndix. En morir deixà inconclusa una Historia eclesiástica, probablement obra de joventut. Un monument fúnebre dedicat el 1920 a Joaquim Almeda es conserva
 a Santa Cristina d'Aro, i la seva Selva de Mar natal li dedicà el 1908 una plaça principal. En l'actualitat, en recorda el nom un cèntric carrer de la població altempordanesa.

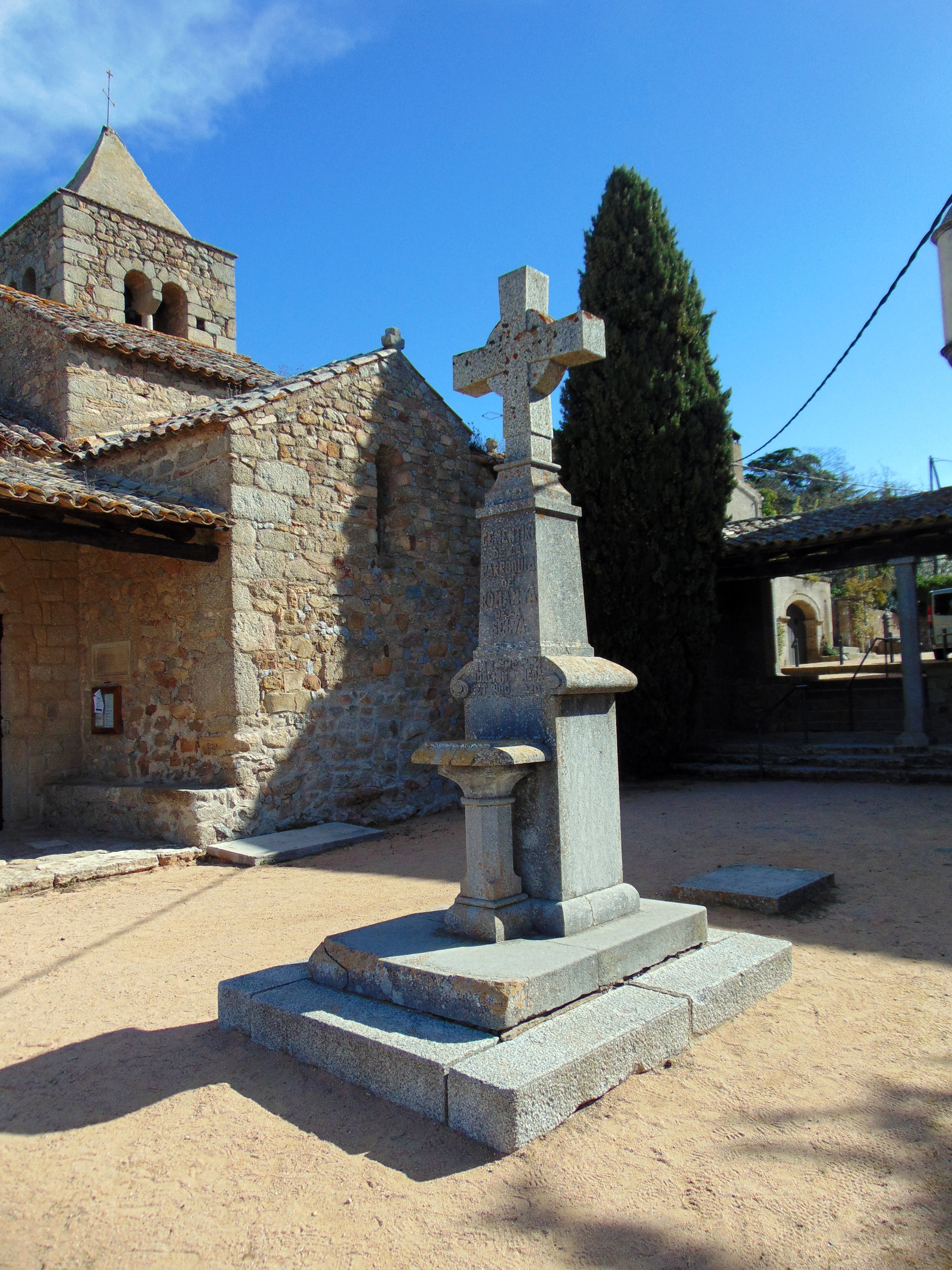
Monument funerari a Joaquim Almeda, a l'església de Sant Martí de Romanyà, Santa Cristina d'Aro

Joaquim Almeda es casà amb Trinitat Martí i Beya, i no tingueren descendència. Dos dels germans de Joaquim Almeda, en Joan i en Ramon Maria Almeda i Roig, van ser advocats en exercici a Girona: en Joan (mort a Cassà de la Selva l'11 de febrer del 1927) va ser impulsor i professor de la Universitat Lliure de Girona i en Ramon va ser degà del Col·legi d'Advocats de Girona
 des del 1912 fins al seu traspàs el 4 de gener del 1918.
El barri Almeda de Cornellà de Llobregat s'originà en la urbanització d'una extensa finca que la família Almeda havia adquirit el 1911; quaranta anys més tard (1951), els germans Ramon Maria i Manuel Almeda Guytó donaren a l'ajuntament cornellanenc un terreny a l'actual carrer Dolors Almeda i Roig per a què s'hi construïssin habitatges socials.

## Obres
- Almeda, Joaquín; Trías y Doménech, Martín (col·laborador). Ante-proyecto de apéndice del derecho catalán al Código Civil, ponencia.  Barcelona: Imp. Casa Prov. de Caridad, s.a..
- La costumbre como fuente de derecho, discurso.  Barcelona: Academia de Jurisprudencia y Legislación de Cataluña, 1908.
- Almeda y Roig, Joaquim; Tell y Lafont, Guillém A.; Fontova y Esteva, Tomás. Dictamen donat pels senyors Joaquim Almeda y Roig, Guillém A. Tell y Lafont y Tomás Fontova y Esteva sobre si son o no redimibles els censos enfitéutichs á Catalunya.  Barcelona: Acadèmia de Jurisprudència i Legislació de Catalunya, 1908. [nota 2]
- Dictámenes.  Barcelona: Imp. Elzeviriana, 1920.
- Estado del derecho catalan; discurso leído por [el] presidente de la Academia de Jurisprudencia y Legislación de Barcelona en la sesión pública inaugural del curso de 1908-1909, celebrada el 19 de febrero de 1909.  Barcelona: Hijos de Jaime Jepús, impresores, 1909. Ressenya, a la Rivista Internazionale di Scienze Sociali e Discipline Ausiliarie (1909)[14]
- Prontuario de legislación civil catalana.  Barcelona: Tipografía de la Casa Provincial de la Caridad, 1899.